# Santa Amalia, Mexiko
Santa Amalia är en ort i Mexiko.   Den ligger i kommunen Altamira och delstaten Tamaulipas, i den östra delen av landet, 400 km norr om huvudstaden Mexico City. Santa Amalia ligger 25 meter över havet och antalet invånare är 407.
Terrängen runt Santa Amalia är platt, och sluttar söderut. Runt Santa Amalia är det ganska tätbefolkat, med 104 invånare per kvadratkilometer. Närmaste större samhälle är Tampico, 19,6 km sydost om Santa Amalia. Trakten runt Santa Amalia består huvudsakligen av våtmarker.